# Emporio Eliseev
L'Emporio Eliseev è un complesso di luoghi di vendita e di intrattenimento, tra cui un salone di cucina. È costituito da tre edifici, il più famoso dei quali, situato ad angolo, chiamato propriamente "Negozio di Eliseev", è stato costruito tra il 1902 e il 1903 è costituisce uno dei migliori esempi dell'Art Nouveau a San Pietroburgo.

## Storia

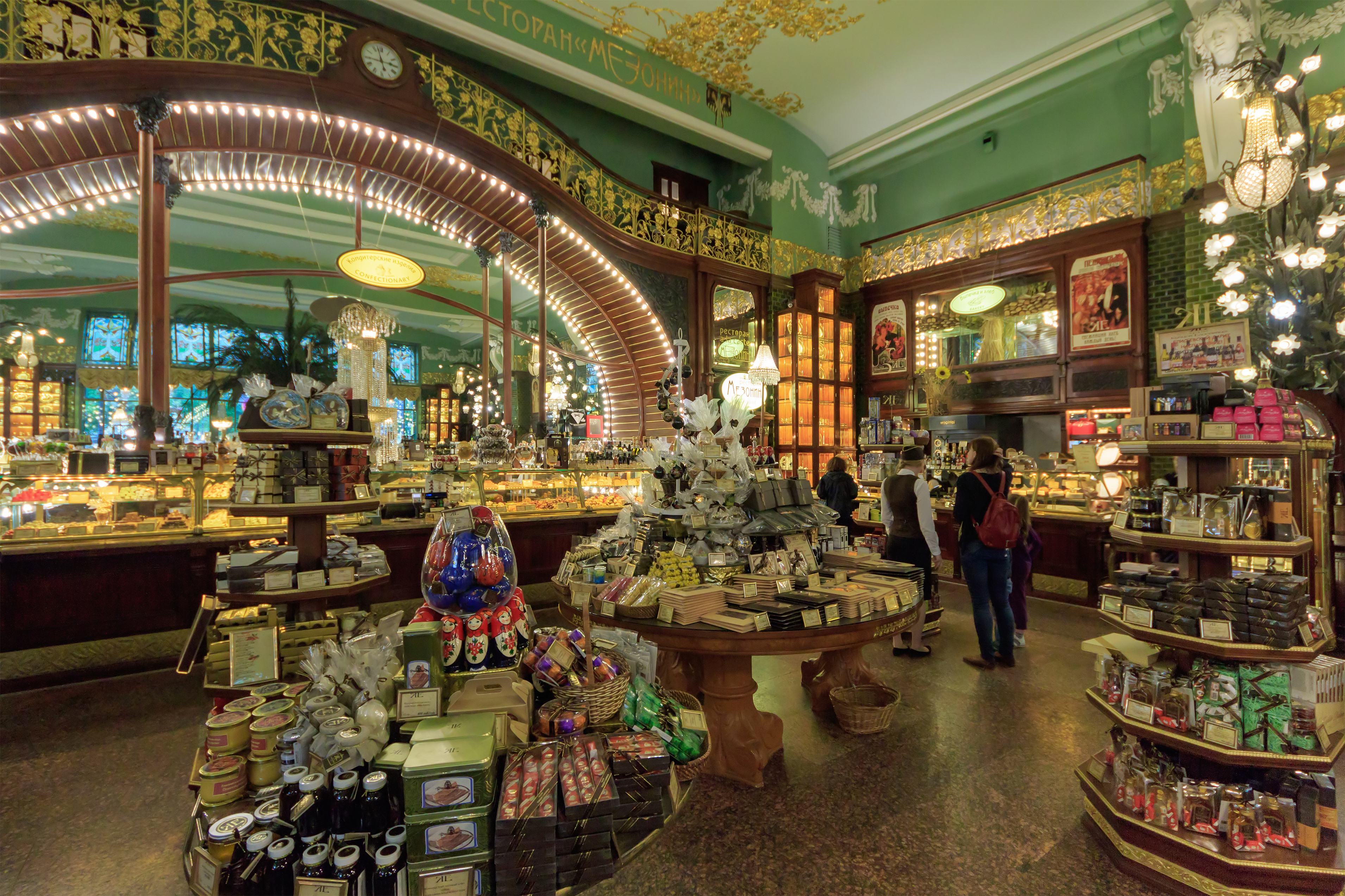
Interni del negozio dopo il restauro del 2017.

In precedenza, in questo indirizzo era situato un ristorante e nel 1881 i populisti scavarono una galleria sotto la strada piantandoci delle mine per assassinare lo zar Alessandro II, che comunque morì in un attentato totalmente diverso nel marzo 1881.
L'edificio è stato poi costruito tra il 1902 e il 1903 e, fino alla rivoluzione russa (1917), è stato di proprietà dei commercianti fratelli Eliseev (anche noti come Elisseeff).
Dal 1917 al 1990, poco prima del crollo dell'Unione Sovietica, è stato gestito da una compagnia statale.
Dal 2010, il proprietario è Evgenij Prigožin, e dopo alcuni anni di chiusura, è stato riaperto nel 2012.

## Architettura
Gran parte della facciata è occupata da una vetrata ad arco che fa da contrasto con le pareti granitiche, decorate dalle quattro statue di Scienze, Commercio, Industria e Arte, realizzate da Amandus Adamson (occupatosi anche della Casa dei libri). All'interno ci sono varie sale di vendita, oltre ad un piccolo teatro che dopo un restauro negli anni 60' ha perso il suo stile liberty, e al piano inferiore delle celle frigorifero.

## Galleria d'immagini

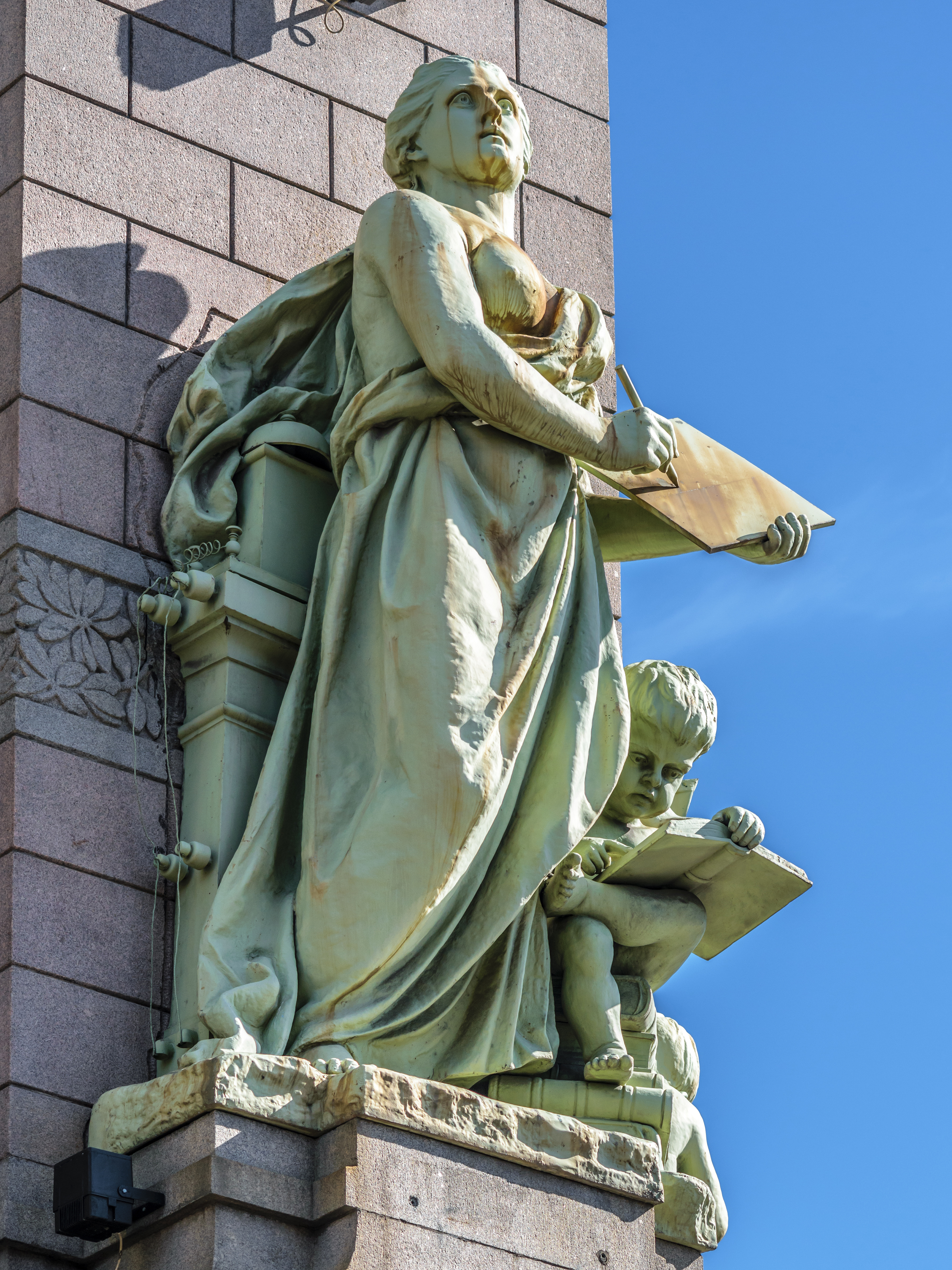
Scienze
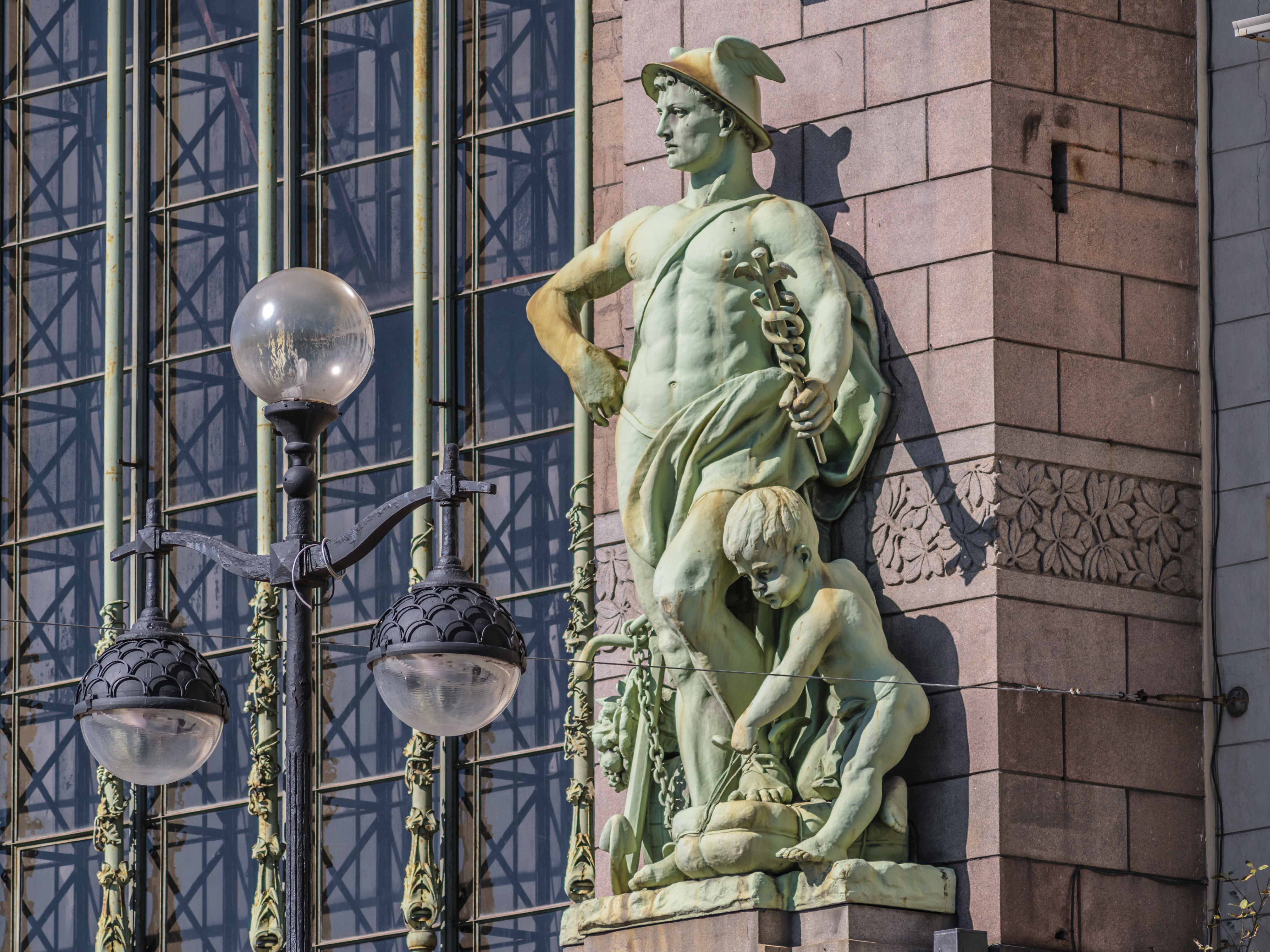
Commercio
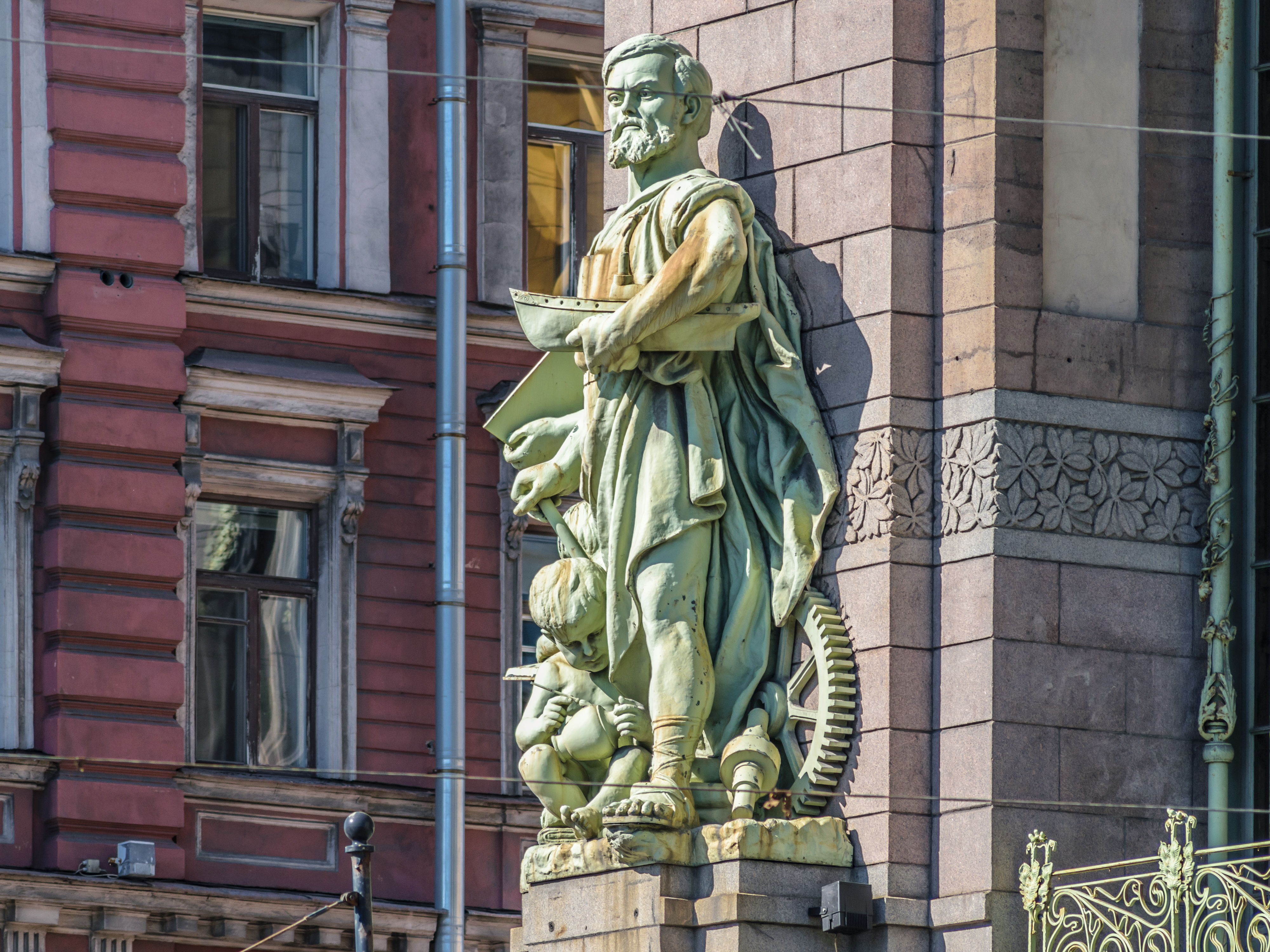
Industria
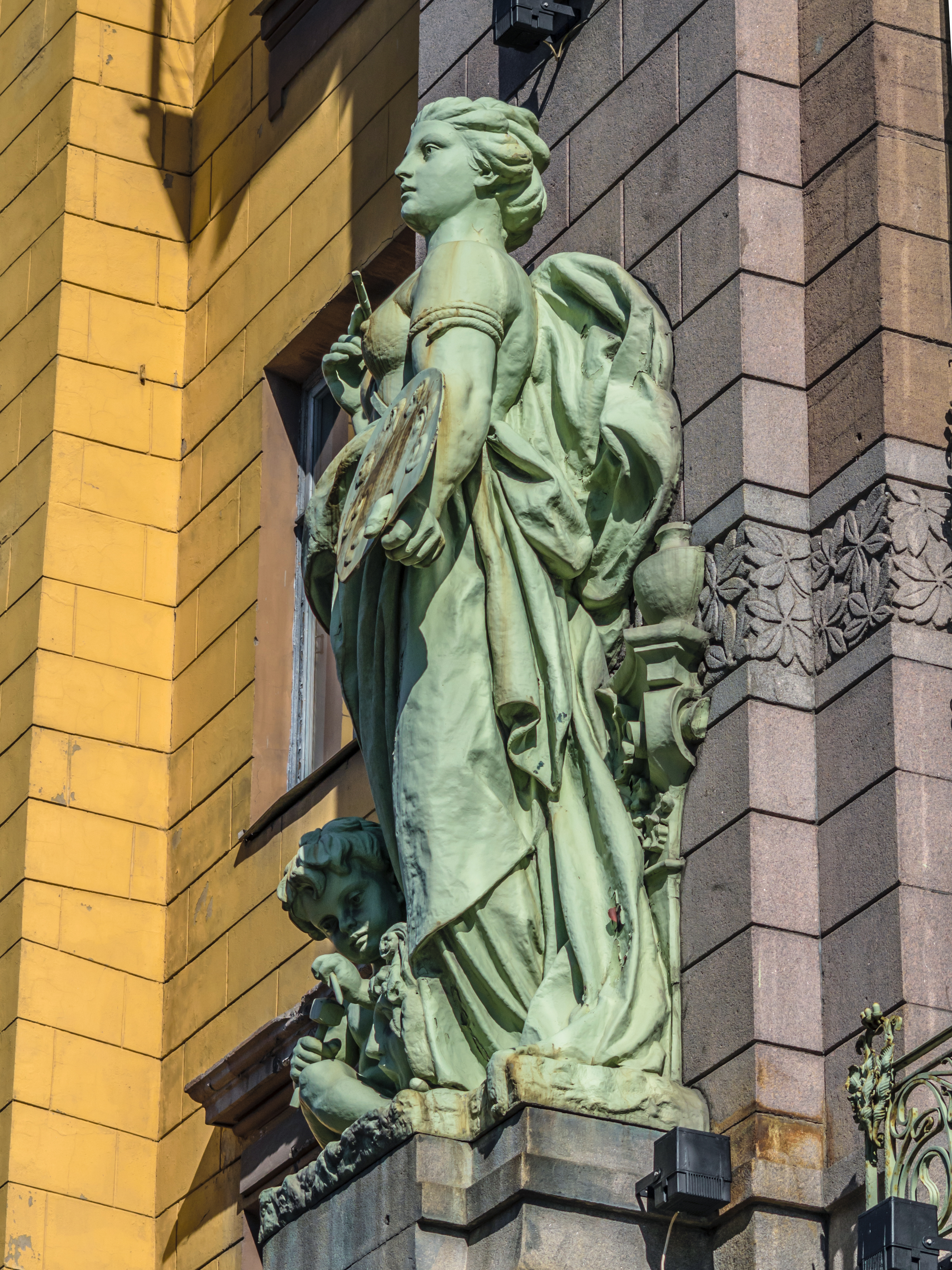
Arte